# Rhodostrophia poliaria
Rhodostrophia poliaria là một loài bướm đêm trong họ Geometridae.